# 寺谷弘壬
寺谷 弘壬（てらたに ひろみ、1937年7月17日 - ）は、日本の社会学者、ソ連研究者。青山学院大学名誉教授。

## 人物・来歴
神戸市生まれ。1960年神戸市外国語大学ロシア語科卒業、1968年プリンストン大学社会学大学院博士課程中退。
1974年法政大学講師、1976年青山学院大学経営学部助教授、教授。2008年定年、名誉教授。

## 著書
- 『ソビエトの若者たち 社会学的調査からみる意識と行動』（学陽書房） 1978.4
- 『80年代ソ連の世界戦略』（教育社、入門新書、時事問題解説） 1979.10
- 『ソ連の読み方 クレムリンでいま!?』（グリーンアロー出版社、グリーンアロー・ブックス） 1982.11 
  - 『最新ソ連の読み方 クレムリンでいま!?』（グリーンアロー出版社、グリーンアロー・ブックス） 1984.4
- 『武器としての国際感覚』（パシフィカ） 1982.4、のち改題『国際感覚をみがく本』 (三笠書房、知的生きかた文庫） 1988.2
- 『若者をどう読むか ヤング・メタトレンドをつかむ』（太陽企画出版、Sun business、日本の進路シリーズ） 1984.6
- 『クレムリン城の暗闘』（エムジー出版） 1984.6
- 『日本人とロシア人ここが大違い 北方領土はなぜ還ってこないか』（ネスコ、NESCO books） 1986.1
- 『計略のない頭はカボチャに似たり 「ソ連流」脅しの交渉術 商談・会議・説得に勝つ』（ベストセラーズ、ワニの本） 1986.7
- 『ゴルバチョフソ連の野望 新世界戦略は脅威となるか』（アイペック） 1987.11
- 『ソ連は甦るか ゴルバチョフの革命 21世紀へ復活の息吹が確かに聞こえる』（第一企画出版） 1987.3
- 『詭弁の達人 世界スーパーへりくつコンテスト』（日本実業出版社、エスカルゴ・ブックス） 1988.11
- 『ドクター・ハマーが動いた!』（ベストセラーズ） 1988.6
- 『マンガとユーモアでみるソ連 ゴルバチョフの苦しみ』（編著、太陽企画出版） 1990.7
- 『数字は語るゴルバチョフの失敗』（新潮社） 1991.4
- 『パワフル交渉術 世界の一流人が知っている"駆け引き"を制するコツ』（日本実業出版社） 1992.7
- 『ロシアン・マフィア 旧ソ連を乗っ取った略奪者たち』（文芸春秋） 1994.10
- 『国際社会学 世界の読み方』（八千代出版） 1996.7
- 『国際感覚を創る 異文化理解のススメ』（時事通信社） 1998.5
- 『ロシア・マフィアが世界を支配するとき』（アスキー・コミュニケーションズ） 2002.11
- 『暗殺国家ロシア :リトヴィネンコ毒殺とプーチンの野望』（寺谷ひろみ、学習研究社、学研新書） 2007.6

### 共編著
- 『辺境のマイノリティー 少数グループの生き方』（宋連玉, 夏目博明, 九頭見一士共著、英宝社） 2002.3

## 翻訳
- 『ソ連邦における結婚と家族 社会学的研究の試み』（ア・ゲ・ハルチェフ、創元新社、現代社会科学叢書） 1967
- 『中ソ対立と国際関係 ソ連の中国研究』（ソ連極東科学アカデミー研究所編著、小田切利馬, 薄井武雄共編訳、日本国際問題研究所、国際問題新書） 1972
- 『ストリート・コーナー・ソサイエティ アメリカ社会の小集団研究』（W・F・ホワイト、垣内出版） 1974
- 『アメリカ人とソビエト人 社会学的比較』（ポール・ホランダー、渡辺良智共訳、紀伊国屋書店） 1977.9
- 『「ゾルゲ」世界を変えた男 ソ連で初公開された36年目の新事実』（セルゲイ・ゴリャコフ,ウラジーミル・パニゾフスキー、監訳、パシフィカ） 1980.8
- 『経営哲学の大転換』（ウィリアム・G・スコット, デビッド・K・ハート、監訳、日本ブリタニカ） 1981.2
- 『ソ連の戦略と構造』（L・T・カルドウェル, W・ディーボルド Jr.、日本ブリタニカ、80年代の世界政策） 1981.3

## 論文
- <寺谷弘壬